# Neb (rivière)
La Neb (Awin Neb en mannois, River Neb en anglais) est un fleuve côtier et l’un des principaux cours d’eau de l’île de Man.

## Géographie

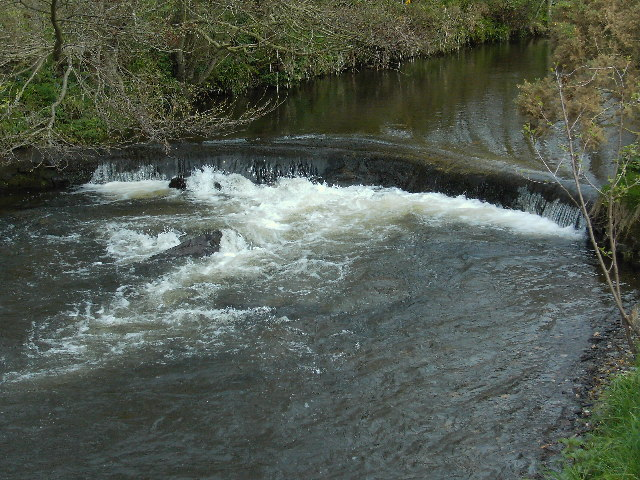
Barrage sur le Neb

Ce fleuve côtier prend sa source dans les collines du centre de l’île, au lieu-dit Little London, et se jette dans la mer d'Irlande au niveau de Peel, sur la côte ouest, après avoir traversé le village de Saint John's.

## L’estuaire
L’estuaire est riche en poissons, et notamment en saumons et truites de mer.
Des découvertes archéologiques attestent que l’estuaire de la Neb était peuplé il y a 9 000 ans déjà, ce qui en fait le site le plus anciennement habité de l’île de Man (époque du Mésolithique).